# زو کیکون
زو کیکون (انگلیسی: Xue Qikun؛ زادهٔ ۱۹ دسامبر ۱۹۶۳) دانشمند در زمینه فیزیک کوانتوم اهل چین است.

## زندگی
او استاد دانشگاه Tsinghua در پکن است. وی در فیزیک ماده چگالش، بویژه در زمینه ابررساناها و عایق‌های توپولوژیکی کارهای زیادی انجام داده‌است. [۱] [۲] در سال ۲۰۱۳، ژو برای اولین بار در آزمایشگاه خود در دانشگاه Tsinghua به اثر هال کوانتومی کوانتومی (QAHE)، یک حرکت منظم از الکترون‌ها در یک هادی دست یافت.